# عبد الرحمن البيضاني

عبد الرحمن البيضاني

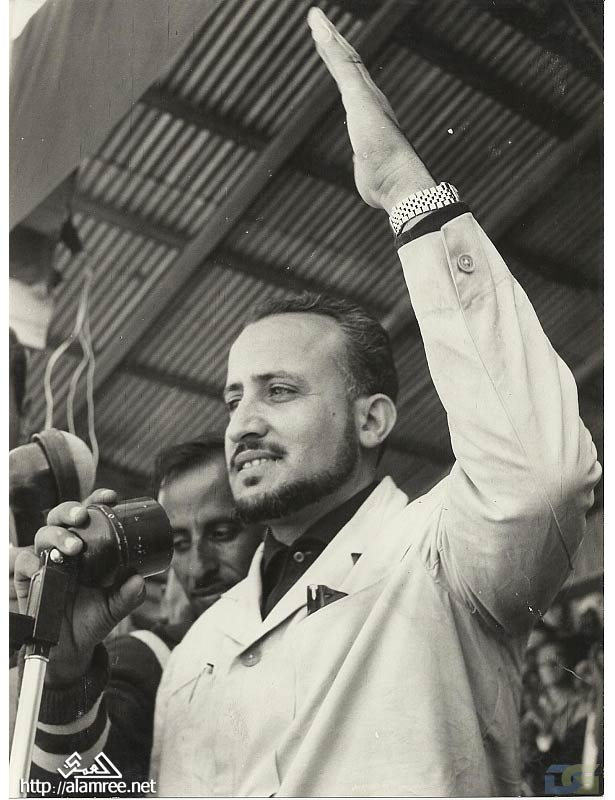
عبد الرحمن البيضاني في أيام الثورة الأولى 1962

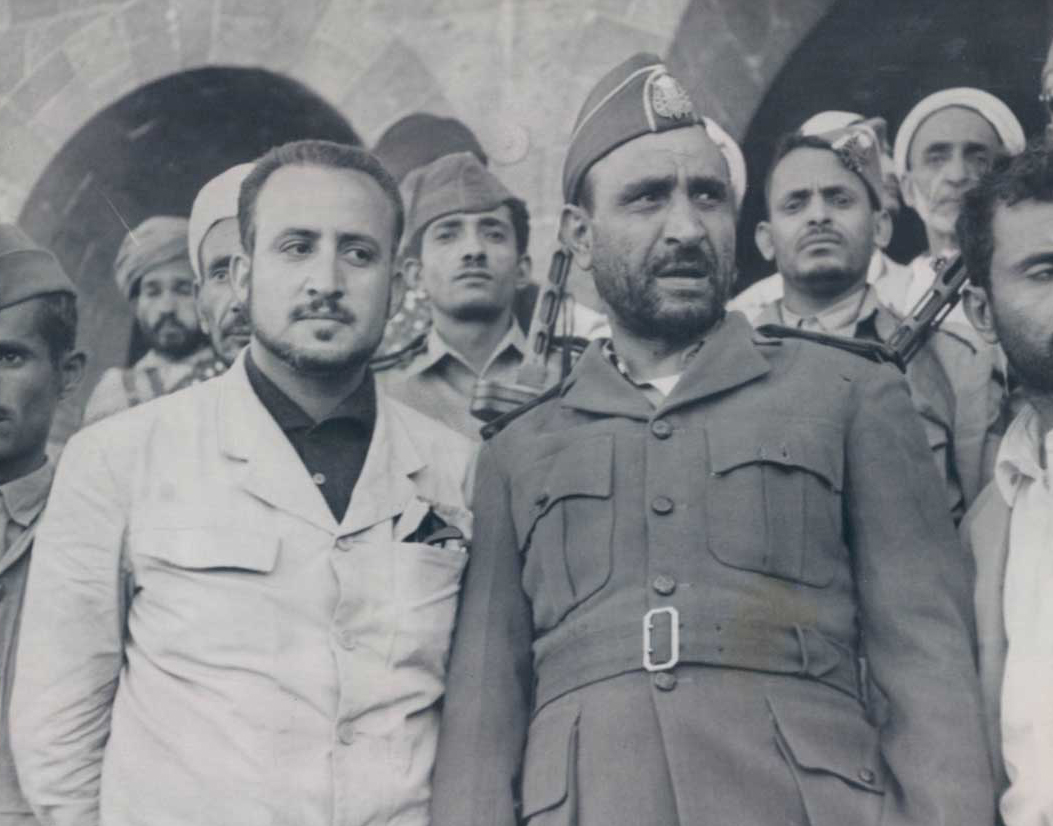
الرئيس عبد الله السلال رئيس الجمهورية ونائبه عبد الرحمن البيضاني صنعاء 16 أكتوبر 1962

عبد الرحمن عبد ربه المرادي البَيْضاني (1926م - 1 يناير 2012م)، هو سياسي وأديب وكاتب يمني من ابناء محافظة البيضاء ، شغل منصب نائب رئيس مجلس قيادة الثورة اليمنية ونائب رئيس الجمهورية العربية اليمنية ونائب رئيس الوزراء سابقاً.

## النشأة والحياة المبكرة

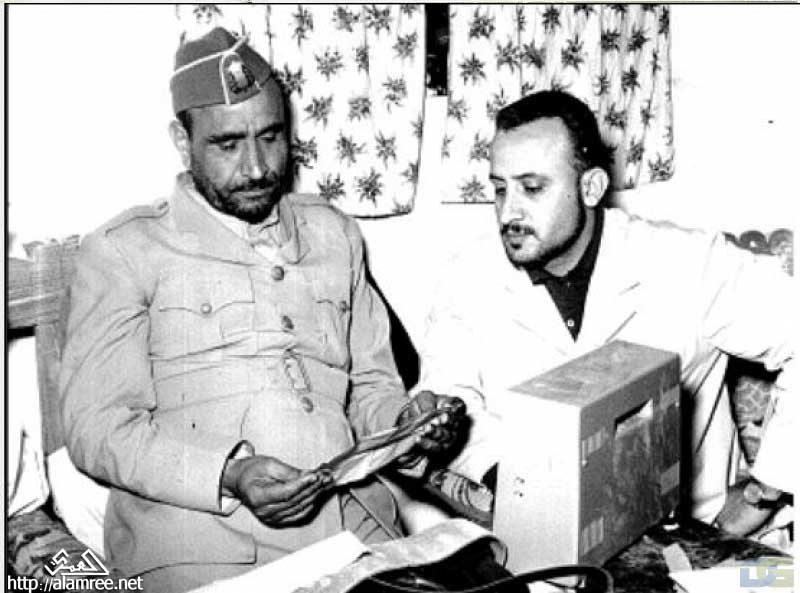
الرئيس عبد الله السلال وعبد الرحمن البيضاني 1962

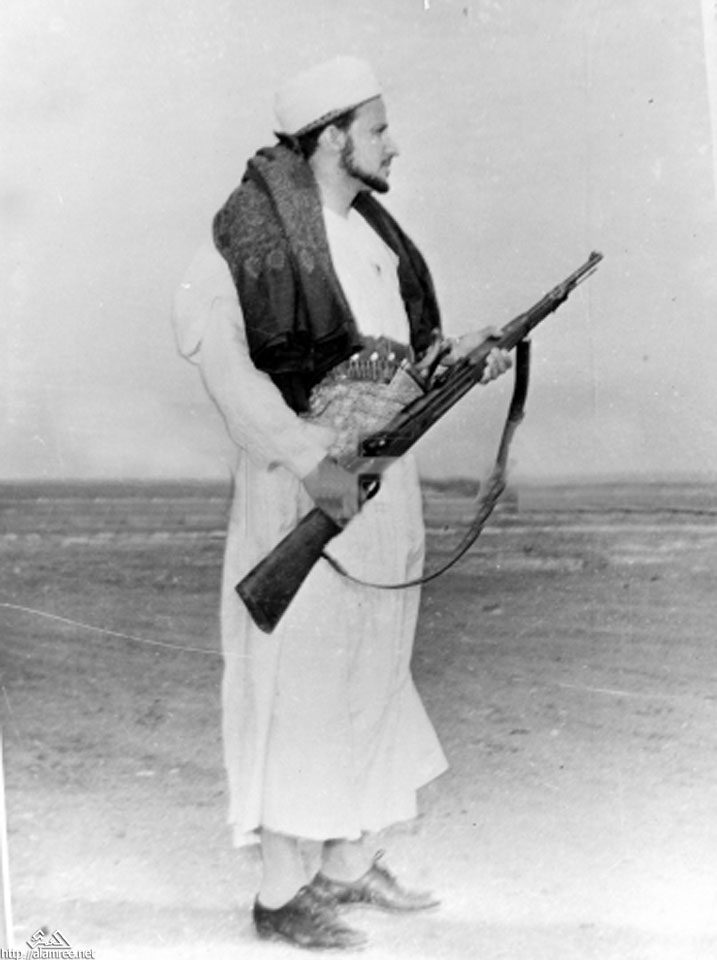
في حروب الدفاع عن الثورة

ولد البيضاني في القاهرة عام 1926، وحصل على دبلوم التجارة في عام 1946. ثم دراسات في الفلسفة والمنطق وعلم النفس وعلم الاجتماع بالجامعة الأمريكية بالقاهرة 1947-1949. ثم حصل على ليسانس الحقوق من جامعة القاهرة في عام 1950. دبلوم الدراسات العليا في الاقتصاد السياسي من جامعة القاهرة عام 1952. ثم دبلوم الدراسات العليا في الشريعة الإسلامية من جامعة القاهرة عام 1953، دبلوم العلوم الاقتصادية والسياسية من جامعة بون، ألمانيا الغربية عام 1959. ثم دكتوراه الاقتصاد والتنظيم والإدارة من الجامعة نفسها عام 1961. ويحمل البيضاني الجنسيتين اليمنية والمصرية.

## حياته السياسية
قبل قيام الثورة اليمنية عمل البيضاني : 
- مستشار المفوضية اليمنية بالقاهرة
- مشرف على البعثات التعليمية بمصر ونائب مندوب اليمن الدائم لدى جامعة الدول العربية من 1950 حتى 1955.
- رئيس محكمة الأجانب باليمن وممثل اليمن في مؤتمر وزراء المال والاقتصاد العرب 1950-1955.
- قائم بأعمال المفوضية اليمنية بألمانيا الغربية من 1955 حتى 1959.
- رئيس الوفد اليمني في المفاوضات الاقتصادية مع اليابان 1956.
- مستشار ولي عهد اليمن في مفاوضات الأسلحة السوفيتية وبناء ميناء الحديدة 1956.
- مستشار ولي عهد اليمن في المفاوضات مع الصين لبناء طريق الحديدة-صنعاء 1956.

في عام 1959 استدعاه الإمام أحمد بن يحيى للعودة من ألمانيا إلى اليمن عام 59 حيث عين وزيراً مفوضاً في سفارة اليمن في الخرطوم، ثم مستشاراً اقتصادياً للإمام عام 1960، ثم ساءت علاقته بالإمام فهرب إلى مصر وشارك من القاهرة في الترتيب لثورة اليمن التي قامت في السادس والعشرين من سبتمبر عام 1962.
بعد قيام الجمهورية اليمنية عمل البيضاني :
- نائب لرئيس مجلس قيادة الثورة، ونائب القائد العام ونائب رئيس الوزراء ووزير الاقتصاد والثروة المعدنية، في 1 أكتوبر 1962، حتى استقال في 30 يناير 1963 بناء على طلب أنور السادات لخلاف بينة وبين السلال.
- ثم تصالح السلال والبيضاني في الإسكندرية في 18 يونيو 1963. واقترح البيضاني إنشاء البنك اليمني للإنشاء والتعمير في عدن لاجتذاب أموال اليمنيين العاملين بالخارج. وراقت الفكرة للسلال خاصة بعد أن سمع عدم رغبة البيضاني في تولي منصب رسمي في هذا البنك.
- في 21 أغسطس في اجتماع مشترك مجلس الرئاسة والمجلس التنفيذي قرر اللواء حسن العمري نائب رئيس الجمهورية تجريد البيضاني من الجنسية اليمنية بتهمة «افساد الوحدة الوطنية بين صفوف الشعب اليمني» واشاعة الفرقة بين زيود الشمال وشوافع الجنوب. وتدخلت بريطانيا مساندة مشايخ الشوافع في الجنوب في اتهامهم لحكومة صنعاء الثورية بالطائفية الزيدية وكان البيضاني آنذاك في عدن لتأسيس البنك.
- وكانت اللجان الثورية في 10 يوليو 1963، أي قبيل قيام الثورة، قد اختارت الإرياني رئيساً لمجلس قيادة الثورة والبيضاني نائباً لرئيس الجمهورية ورئيس الوزراء.
- سفير اليمن في لبنان 1966-1969.

## وفاته
توفي عبد الرحمن البيضاني في 1 يناير 2012م في القاهرة.

## مؤلفاته
- ألاعيب متوكلية 1961م.
- اقتصاد اليمن 1961م.
- أسرار اليمن 1962م.
- الظروف المحيطة باتفاقية الوحدة اليمنية 1972م.
- سوق الشعارات في اليمن 1973م.
- البديل للصراع الدموي في اليمن 1974م.
- لهذا نرفض الماركسية 1974م.
- نكبة الشعارات على الأمة العربية 1975م.
- أسرار ووثائق: أزمة الأمة العربية وثورة اليمن 1984م.

## جوائز وتكريمات
- وسام الاستحقاق من الطبقة الأولى من رئيس جمهورية ألمانيا الغربية 1959م.
- وسام الأرز من رئيس جمهورية لبنان 1969م.

## وصلات خارجية
- موقع الدكتور عبد الرحمن البيضاني.